# نيكي هندرسون (متسابقة يخت)
نيكولا هندرسون (من مواليد عام 1993) هي متسابقة يخوت بريطانية محترفة. أصبحت نيكي في عام 2018 أصغر بحارة على الإطلاق تقود فريقًا في سباق كليبر حول العالم لليخوت بسن 25 عامًا.

## حياتها المهنية في سباق اليخوت
بدأت نيكي الإبحار في عمر 13 عامًا. قررت نيكي ممارسة مهنة الإبحار بعد قضاء فترة قصيرة من الوقت مع نادي سي كاديتس. وبعد موسم من العمل مع مدرسة الإبحار النسائية الوحيدة في المملكة المتحدة، قادت نيكي ثلاثة سباقات ايه آر سي عبر المحيط الأطلنطي، وكانت أصغر قائدة في السباق مرتين. كما تسابقت في ثلاثة مواسم في منطقة البحر الكاريبي، وقادت يخت آر أو آر سي 600 الكاريبي. ونافست في نسختين من سباق فاست نيت، واكتسبت المزيد من الخبرة في التدريس والسباقات البحرية في أوروبا. اختيرت نيكي كقائدة ليخت فيزيت سياتل في سباق كليبر حول العالم لليخوت لعام 2017/2018.  
بعد يومين من عيد ميلادها الخامس والعشرين، قادت نيكي يخت فيزيت سياتل في سباق كليبر حول العالم لليخوت لعام 2017/2018 حيث فازت بالمركز الثاني بعد ويندي توك. وبذلك أصبحت نيكي أصغر ربانة في تاريخ سباق اليخوت العالمي كليبر حول العالم. شهد نفس السباق بفوز ويندي توك كأول امرأة تفوز بسباق حول العالم. 
شاركت نيكي هندرسون كربانة ضيفة في رحلة مايدن العالمية في عام 2018 لدعم مؤسسة مايدن فاكتور.
انضمت نيكي هندرسون في يونيو 2019 إلى الفريق الفائز ابحار الفتيات للمنافسة في بطولة السباق إلى ألاسكا ، وهو سباق قوارب بدون محرك من بورت تاونسند، واشنطن إلى كيتشيكان، ألاسكا.
في نوفمبر 2019، رافقت نيكي الناشطة البيئية غريتا ثونبرغ في رحلة عودتها إلى أوروبا على متن اليخت فاجابوند.
فازت نيكي مع تريسي إدواردز بكونهما أول فائزين مشتركين على الإطلاق بجائزة أفضل متسابق يخت للعام من رابطة صحفيي اليخوت.

## حياتها الشخصية
نيكي هندرسون هي ابنة وزير الدولة المحافظ السابق للمهارات والتدريب المهني آن ميلتون.